# Rolands Šmits
Rolands Šmits (Valmiera, Letonia, 25 de junio de 1995) es un jugador de baloncesto letón que milita en el Anadolu Efes de la BSL. Con 2,08 metros de altura, juega en la posición de alero.

## Carrera deportiva
Llegó a España en 2011, para jugar en la cantera del Baloncesto Fuenlabrada, primero en equipos vinculados, como Ávila, y más tarde con el filial, con el que consiguió en 2014 el ascenso a Adecco Oro, aunque finalmente no se pudo culminar en los despachos. 
En 2014 forma parte del primer equipo del Baloncesto Fuenlabrada para jugar en la Liga ACB.
Disputa el Eurobasket 2017 con Letonia, el equipo letón, liderado por Porzingis y los hermanos Bertans, después de un gran torneo, fueron eliminado por Eslovenia en cuartos de final, equipo que finalmente acabaría ganando el torneo.
En verano de 2017 firma por el FC Barcelona por 5 años, siendo el primero de ellos cedido al Baloncesto Fuenlabrada. En la final de la Copa del Rey 2021 frente al Real Madrid, anotó 13 puntos en 21 minutos, ayudando a su equipo a conseguir el triunfo final por 73-88.
Tras finalizar su relación contractual con el equipo azulgrana, el 3 de julio de 2022 ficha por el Žalgiris Kaunas lituano por dos temporadas. En mayo de 2023 renueva con el Žalgiris 
El 15 de junio de 2024 firma por el Anadolu Efes de la Basketbol Süper Ligi de Turquía.

### Selección nacional
Durante agosto y septiembre de 2023 fue integrante de la selección de Letonia que participó en el Mundial de 2023 celebrado en Asia, y que finalizó en quinto lugar.

## Logros y reconocimientos

### Clubes
- Copa del Rey (3): 2019, 2021, 2022
- Liga ACB (1): 2021
- Lithuanian League (1): 2023
- King Mindaugas Cup (2): 2023, 2024
- Turkish Super Cup (1): 2024

### Consideraciones individuales
- Eurocup Rising Star Trophy (1): 2017
- Quinteto Ideal de Jóvenes de la ACB (1): 2017